# Ancida
Ancida (en francès Ancizan) és un municipi francès situat al departament dels Alts Pirineus i a la regió d'Occitània.

## Demografia
| 1962                                       | 1968 | 1975 | 1982 | 1990 | 1999 | 2007 |
| ------------------------------------------ | ---- | ---- | ---- | ---- | ---- | ---- |
| 257                                        | 271  | 239  | 232  | 233  | 254  | 332  |
| Des de 1962: població sense dobles comptes |      |      |      |      |      |      |

## Administració
| Període   | Identitat       | Partit |
| --------- | --------------- | ------ |
| 1945-1965 | Dominique Ancla |        |
| 1965-1968 | Jean Noguès     |        |
| 1968-1989 | Charles Ribatet |        |
| 1989-1995 | Robert Gouges   |        |
| 1995-     | Émile Ribatet   |        |